# Azz...
Azz... è un album dal vivo del cantautore italiano Federico Salvatore, pubblicato nel 1995 dalla RTI Music.

## Descrizione
Il disco contiene la traccia che ha reso famoso il cantautore napoletano, Azz..., presente anche nella versione alternativa Azz... vacanze.

## Tracce
1. Federico e Salvatore – 4:31
2. Azz... vacanze – 4:10
3. Ninna nanna 1 – 4:02
4. Ninna nanna della bambina – 3:50
5. Ninna nanna 2 – 3:08
6. Lo zio – 4:23
7. O' jazz – 2:10
8. Il peto nel Regno di Napoli – 5:48
9. Vennimm' ammore – 4:12
10. Incidente al Vomero – 3:51
11. O' sub – 3:52
12. La fè – 3:01
13. È cosa naturale – 3:43
14. Azz... – 2:38
15. La farsa – 5:00